# Mladen Kašćelan
Mladen Kašćelan, né le 13 février 1983 à Kotor (alors ville de Yougoslavie), est un footballeur professionnel monténégrin avant de devenir entraîneur. 

## Biographie

### Échoue en Allemagne
Mladen Kašćelan commence sa carrière dans le club de sa ville, le Bokelj Kotor. En 2002, il part en Allemagne, au Borussia Dortmund. Pendant un an, il ne joue qu'avec l'équipe réserve et décide donc d'écourter son passage à Dortmund. Il descend en Bade-Wurtemberg et signe au Karlsruher SC. Mais là aussi, il ne joue quasiment jamais et ne dispute que cinquante-neuf minutes en une saison, dont une seconde période à Duisbourg. 

### Traverse l'Europe et intègre l'équipe nationale
Il revient donc en Serbie-et-Monténégro, à l'OFK Belgrade. Finaliste de la coupe nationale en 2006, il rejoint un an plus tard le ŁKS Łódź en Pologne. Utilisé uniquement pour les matches de coupe, il est prêté à l'hiver au Stal Głowno, club régional, mais revient aussitôt à Łódź. À son retour, il gagne une place de titulaire et dispute enfin une saison pleine en 2008-2009. Septième du classement, le ŁKS Łódź ne reçoit cependant pas de licence pour la saison suivante, en raison de problèmes financiers et juridiques, et est relégué en deuxième division. 
À l'été 2009, il est transféré pour trois ans au Karpaty Lviv en Ukraine,. Il fait quelques jours plus tard ses débuts en équipe nationale, contre Chypre en match de qualification pour la Coupe du monde 2010. Titulaire toute la rencontre, il récolte un carton jaune. Le 30 août 2009, il dispute son premier match avec le Karpaty contre l'Obolon Kiev. Peu présent sur les pelouses ukrainiennes, il continue toutefois de représenter sa nation en Europe.
En janvier 2010, il signe un contrat de trois ans avec le Jagiellonia Białystok. À court de forme et souvent blessé, il ne joue pas durant les six premiers mois, mais réussit son retour lors de la saison 2010-2011 où il participe à quasiment tous les matches et joue le titre, qui échappe finalement au Jagiellonia. Cependant, il est écarté par le nouvel entraîneur la saison suivante, et retourne au ŁKS Łódź où il a passé deux ans. Il y joue onze matches en un peu moins de six mois.
Toujours pas désiré à Białystok, Kašćelan est de nouveau prêté en janvier 2012, au Ludogorets Razgrad en Bulgarie.

## Palmarès
- Finaliste de la Coupe de Serbie-et-Monténégro : 2006
- Vainqueur de la Supercoupe de Pologne : 2010
- Vainqueur du Championnat de Bulgarie : 2012
- Vainqueur de la Coupe de Bulgarie : 2012